# Indisk skriktrast
Indisk skriktrast (Argya striata) är en fågel i familjen fnittertrastar inom ordningen tättingar. Den är som namnet avslöjar den mest vida spridda skriktrasten på Indiska subkontinenten.

## Utseende

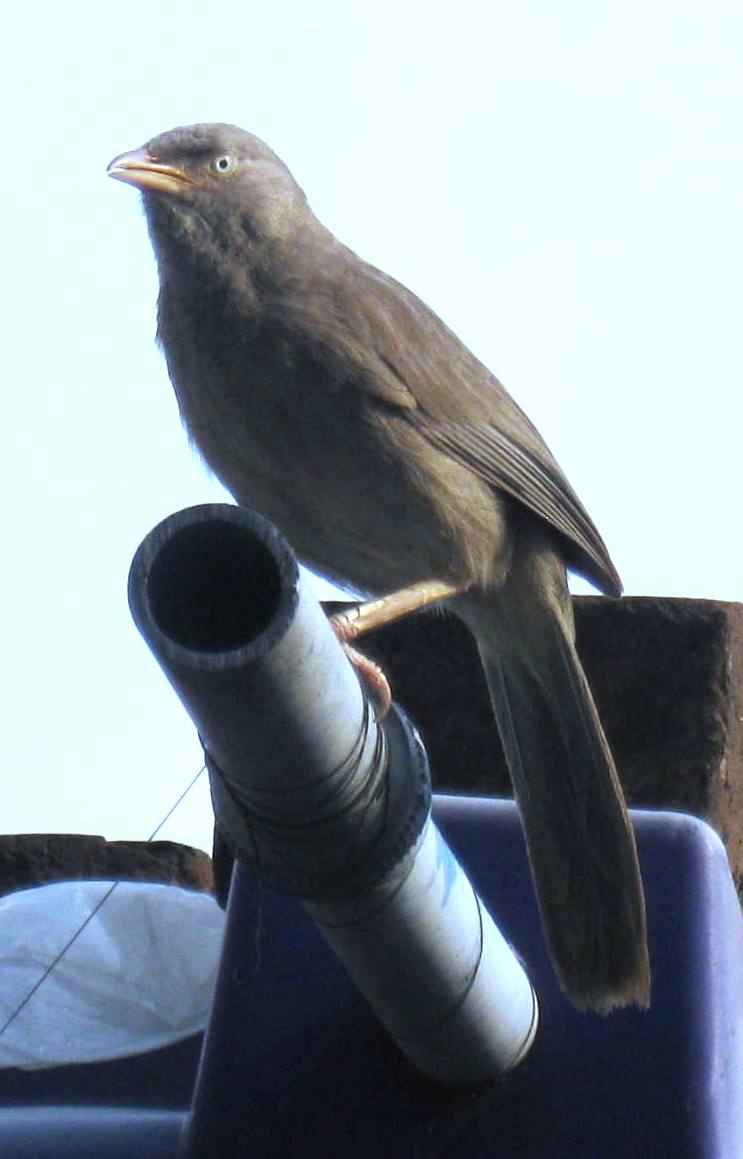
Indisk skriktrast

Indisk skriktrast är en medelstor (25 cm) skriktrast med färglöst brungrå fjäderdräkt och endast mjukt streckad på rygg och bröst. Den har ljust öga, vitaktig tygel och gul näbb. Underarten somervillei (av vissa behandlad som egen art, se nedan) är avvikande genom svagt fjälligt bröst, svarta kanter på handpennorna, mer rosttonad på undersidan och rostbeige snarare än ljusgrå på övergumpen.

## Utbredning och systematik
Indisk skriktrast delas in i fem underarter med följande utbredning:
- striata-gruppen
  - Argya striata sindiana – Pakistan och nordvästra Indien
  - Argya striata striata – Himalayas utlöpare (norra och östra Indien)
  - Argya striata orientalis – centrala och södra Indien
  - Argya striata malabarica – sydvästra Indien (Goa till Kerala)
- Argya striata somervillei – kustnära västra Indien (Dang till Goa)

Sedan 2016 urskiljer Birdlife International och naturvårdsunionen IUCN somervillei som den egna arten "svartvingad skriktrast". 

### Släktestillhörighet
Indisk skriktrast placeras traditionellt i släktet Turdoides. DNA-studier visar dock dels att skriktrastarna kan delas in i två grupper som skilde sig åt för hela tio miljoner år sedan, dels att även de afrikanska släktena Phyllanthus och Kupeornis är en del av komplexet. Idag delas därför vanligen Turdoides upp i två släkten, å ena sidan övervägande asiatiska och nordafrikanska arter i släktet Argya, däribland indisk skriktrast, å andra sidan övriga arter, alla förekommande i Afrika söder om Sahara, i Turdoides i begränsad mening men inkluderande Phyllanthus och Kupeornis.

## Status
Internationella naturvårdsunionen bedömer hotstatus för underartsgrupperna, eller arterna, var för sig, båda som livskraftiga.